# RoboCop (2014)
RoboCop is een Amerikaanse sciencefiction-actiefilm uit 2014, geregisseerd door José Padilha. De film is een remake van de film RoboCop uit 1987 en een reboot van de RoboCop-franchise.

## Verhaal
In de nabije toekomst draait in de wereld alles om technologie, waarbij het bedrijf OmniCorp aan de basis staat van de meest geavanceerde robottechnologieën. Topman Raymond Sellars houdt zich daarbij niet alleen bezig met de vooruitgang binnen zijn bedrijf, maar ook met politiek lobbyen om zijn creaties een zo prominent mogelijke rol te geven in de maatschappij.
Als op een dag politieagent Alex Murphy door een autobom, geplaatst door de mensen van crimineel Antoine Vallon, gewond raakt, wordt de bijna levenloze Murpy naar OmniCorp gebracht. Daar wordt de eerste deels robotische, deels menselijke politieagent van hem gemaakt. Hiermee wil Sellars de volledig robotische ordehandhavers van de hand van Rick Mattox wegconcurreren. Die blijken tijdens tests vooralsnog alleen sneller te handelen doordat ze niet worden gehinderd door menselijke emoties en overwegingen. Om dit op te lossen wordt de hormoonhuishouding in Murphy's hersenen zodanig aangepast, dat hij steeds meer robot en steeds minder mens wordt. Dit gaat zover dat hij amper nog reageert op zijn vrouw Clara en zijn zoon David.
Terwijl Sellars zijn best doet om de nieuwe Murphy en fabricaten zoals hij gelegaliseerd en ingevoerd te krijgen als nieuwe primaire ordehandhavers, krijgt de voor OmniCorp werkende arts Dennett Norton last van gewetensbezwaren. Wanneer Murphy in een mum van tijd zijn eigen moord herleidt tot twee corrupte politieagenten, beginnen Sellars en zijn mensen bovendien te vrezen dat hij hun ware agenda ook gaat achterhalen. Ondertussen verzetten Murphy's hersenen zich tegen de kunstmatige onderdrukking van zijn menselijke emoties, waardoor zijn makers steeds minder grip op zijn denkprocessen hem krijgen.

## Rolverdeling
| Acteur                 | Personage             |
| ---------------------- | --------------------- |
| Joel Kinnaman          | Alex Murphy / RoboCop |
| Gary Oldman            | Dennett Norton        |
| Michael Keaton         | Raymond Sellars       |
| Abbie Cornish          | Clara Murphy          |
| Jackie Earle Haley     | Rick Mattox           |
| Michael K. Williams    | Jack Lewis            |
| Jennifer Ehle          | Liz Kline             |
| Jay Baruchel           | Tom Pope              |
| Marianne Jean-Baptiste | Karen Dean            |
| Samuel L. Jackson      | Pat Novak             |
| Paul Sun-Hyung Lee     | Omnicorp-technicus    |